# Konforme Feldtheorie
Konforme Feldtheorien (englisch Conformal Field Theory, Abkürzung CFT) sind Quantenfeldtheorien
oder statistische Feldtheorien, die invariant sind unter konformen Transformationen der Koordinaten kombiniert mit einer i. A. ortsabhängigen Skalierung der Felder.
In diese Kategorie fallen die meisten renormierbaren Feldtheorien an ihren kritischen Punkten.
Wie durch die Renormierungsgruppe beschrieben besteht an kritischen Punkten Skaleninvarianz bei geeigneter globaler Skalierung der Felder und Koordinaten, und die konforme Invarianz verallgemeinert diese Invarianz zu einer größeren lokalen Symmetrie (Abbildung 1). Konforme Koordiantentransformationen bestehen aus Translationen,
einer Rotationen, Skalierungen und eventuell Inversionen. Für translations-, rotations- und skaleninvariante (kritische) Systeme mit kurzreichweitiger Wechselwirkung ist konforme Invarianz daher zumindest plausibel.

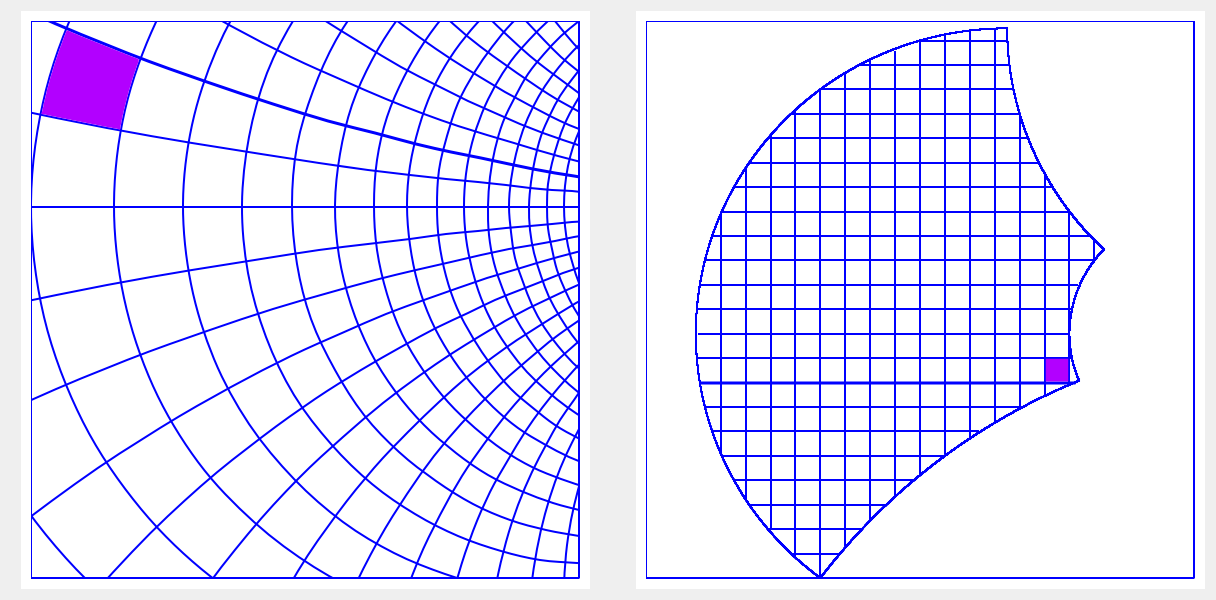
Abb. 1: Für ein System in einem Rechteck in der z-Ebene (links) kann man anstelle der komplexen Koordinate z eine krummlinige konforme Koordinate w(z) verwenden.
Die w-Koordinate des Rechtecks lässt sich auch in der w-Ebene (rechts) darstellen. Es resultiert eine äquivalente Beschreibung des Systems in der w-Ebene.

## Konform invariante Feldtheorien in euklidischen Räumen
In einer Raumdimension sind alle Koordinatentransformationen konform.
Die Gruppe der konformen Transformationen des {\displaystyle d}-dimensionalen euklidischen Raums mit {\displaystyle d>1} wird erzeugt von einer Lie-Algebra mit {\displaystyle {\tfrac {1}{2}}(d+1)(d+2)} Generatoren, nämlich Translationen, Rotationen, Skalierungen und speziellen konformen Transformationen.
Letztere enthalten Inversionen und bilden einen endlichen Punkt auf {\displaystyle \infty } ab, und es ist zweckmäßig, einen Punkt {\displaystyle \infty } zum euklidischen Raum hinzuzunehmen. Im Fall {\displaystyle d=2} gibt es weitere unendlich viele Generatoren, welche aber endliche Bereiche der komplexen Ebene aufeinander abbilden, und nicht die ganze Ebene.
Wenn {\displaystyle A_{j}} die (skalaren) Felder, {\displaystyle x} kartesische und {\displaystyle x'} konforme Koordinaten bezeichnet, dann entspricht die konforme Invarianz den Transformationen
{\displaystyle {\begin{aligned}x&=x\left(x'\right),\\A_{j}\left(x\right)&=\left|{\frac {\partial x'}{\partial x}}\right|^{\Delta _{j}/d}A_{j}\left(x'\right).\end{aligned}}}
Hierbei liefert die Funktionaldeterminante {\displaystyle \left|\partial x'/\partial x\right|} die {\displaystyle d}-te Potenz des lokalen Skalenfaktors, und {\displaystyle \Delta _{j}} ist die Skalendimension des Feldes {\displaystyle A_{j}}. Die Gleichung für {\displaystyle A_{j}} liefert, eingesetzt in Korrelationsfunktionen, deren Transformationsgesetz.
Für sich allein ergibt die Gleichung für {\displaystyle A_{j}} nur Sinn als eine lokale Renormierungsgruppen-Transformation mit einer Reskalierung der Felder und einer Abbildung von Koordinaten aufeinander (für konstante Skalierung {\displaystyle \left|\partial x'/\partial x\right|} und nach Fourier-Transformation handelt sich um eine RG-Transformation an einem Fixpunkt nach dem Schema von K.G. Wilson). Eine wichtige Rolle in der weiteren Theorie spielen die Operatorproduktentwicklung und der Energie-Impuls-Tensor des Systems.

## Konform invariante Feldtheorien in zwei Raumdimensionen
Die konformen Koordinatentransformationen {\displaystyle \mathbb {R} ^{2}\rightarrow \mathbb {R} ^{2}} lassen sich mit den komplex diffenzierbaren Abbildungen {\displaystyle \mathbb {C} \rightarrow \mathbb {C} } identifizieren, und die komplexe Analysis mit komplexer Integration, dem Satz von Cauchy und Laurent-Reihen kommt zum Tragen.

### Spezielle Aspekte der komplexen Analysis
Man schreibt {\displaystyle z=x^{1}+ix^{2}} und {\displaystyle {\bar {z}}=x^{1}-ix^{2}}, und entsprechend
{\displaystyle \partial _{z}=\partial ={\tfrac {1}{2}}\left(\partial _{1}-i\partial _{2}\right),\qquad \partial _{\bar {z}}={\bar {\partial }}={\tfrac {1}{2}}\left(\partial _{1}+i\partial _{2}\right).}
Es erweist sich als zweckmäßig, temporär von komplexer Konjugation abzusehen und {\displaystyle z} und {\displaystyle {\bar {z}}} formal als unabhängige Koordinaten aufzufassen (Komplexifizierung). Wenn Tensor-Indizes in {\displaystyle z}-{\displaystyle {\bar {z}}}-Koordinaten mit {\displaystyle \alpha ,\beta \in \left\{z=1,{\bar {z}}=2\right\}} bezeichnet werden, dann ist für Vektoren {\displaystyle v}
{\displaystyle v^{z}=v^{1}+iv^{2},\quad v^{\bar {z}}=v^{1}-iv^{2},\qquad v_{z}={\tfrac {1}{2}}v^{\bar {z}},\quad v_{\bar {z}}={\tfrac {1}{2}}v^{z}.}
In dieser Schreibweise ist {\displaystyle \mathrm {d} z=\mathrm {d} x^{z}} und {\displaystyle \mathrm {d} {\bar {\mathrm {z} }}=\mathrm {d} x^{\bar {z}}}.
Zum Längenelement {\displaystyle \mathrm {d} s^{2}=\mathrm {d} z\mathrm {d} {\bar {z}}} gehört der metrische Tensor
{\displaystyle g_{\alpha \beta }=\left({\begin{array}{cc}0&{\tfrac {1}{2}}\\{\tfrac {1}{2}}&0\end{array}}\right),\quad g^{\alpha \beta }=\left({\begin{array}{cc}0&2\\2&0\end{array}}\right).}
Wichtig ist der Gaußsche Integralsatz
{\displaystyle \int _{B}\mathrm {d} x^{1}\mathrm {d} x^{2}\left(\partial _{z}v^{z}+\partial _{\bar {z}}v^{\bar {z}}\right)=\oint _{\partial B}\left(v^{1}\mathrm {d} x^{2}-v^{2}\mathrm {d} x^{2}\right)={\tfrac {i}{2}}\oint _{\partial B}\left(\mathrm {d} {\bar {z}}v^{z}-\mathrm {d} zv^{\bar {z}}\right).}
Das Kurvenintegral verläuft entgegen dem Uhrzeigersinn und misst den Fluss des Vektorfelds durch den Rand {\displaystyle \partial B} der Fläche {\displaystyle B}.
Eine besondere Rolle spielt der Energie-Impuls-Tensor {\displaystyle T_{ij}=T_{ji}}, mit {\displaystyle T_{11}+T_{22}=0}. Aus der Invarianz von {\displaystyle \sum T_{ij}\mathrm {d} x^{i}\mathrm {d} x^{j}=\sum T_{\alpha =z,\beta =z}^{\alpha ={\bar {z}},\beta ={\bar {z}}}\mathrm {d} x^{\alpha }\mathrm {d} x^{\beta }}
folgt
{\displaystyle {\begin{aligned}T_{zz}&={\tfrac {1}{4}}\left(T_{11}-T_{22}-2iT_{12}\right)\equiv T,\\T_{{\bar {z}}{\bar {z}}}&={\tfrac {1}{4}}\left(T_{11}-T_{22}+2iT_{12}\right)\equiv {\bar {T}},\\T_{z{\bar {z}}}&={\tfrac {1}{4}}\left(T_{11}+T_{22}\right)=0.\end{aligned}}}
Somit ist {\displaystyle T_{\alpha \beta }} ein diagonaler {\displaystyle 2\times 2}-Tensor mit
Diagonalelementen {\displaystyle T} und {\displaystyle {\bar {T}}}.
Die weitere Theorie ist umfangreich, {\displaystyle T_{\alpha \beta }} generiert die Änderung des jeweiligen Wirkungsintegrals bei generischen Koordinatentransformationen.

## Ergebnisse
Ein geeigneter Satz von Symmetriegeneratoren der komplex diffenzierbaren Abbildungen {\displaystyle \mathbb {C} \rightarrow \mathbb {C} } ist die Witt-Algebra.
Bei Berücksichtigung der Feld-Fluktuationen wird die Witt-Algebra zu einer Virasoro-Algebra,
{\displaystyle \left[L_{m,}L_{n}\right]=\left(m-n\right)L_{m+n}+{\frac {c}{12}}m\left(m^{2}-1\right)\delta _{m+n,0}}.
Die Theorie der Darstellungen der Virasoro-Algebra ermöglicht eine Klassifikation vieler Systeme und oft eine exakte Berechnung der kritischen Exponenten und Korrelationsfunktionen. Eine wichtige Klasse von Darstellungen sind die unitären minimalen Modelle mit rationalen Skalendimensionen
{\displaystyle \Delta _{r,s}\left(m\right)={\frac {\left(\left(m+1\right)r-sm\right)^{2}-1}{4m\left(m+1\right)}},\qquad 1\leq r\leq m,1\leq s\leq m+1,m\geq 2}
für die Felder. Das ist auch eine Erklärung dafür, weshalb kritische Exponenten zweidimensionaler Systeme oft rationale Zahlen sind (Beispiele: Ising-Modell, isotrope Perkolation). Dem Ising-Modell z. B. entspricht {\displaystyle m=3}.
Weitere Anwendungen der zweidimensionalen konformen Invarianz finden sich in der Stringtheorie. Ein String spannt in der Raumzeit eine zweidimensionale Fläche auf, die Stringkoordinaten fungieren als Felder.